# Gänserndorf

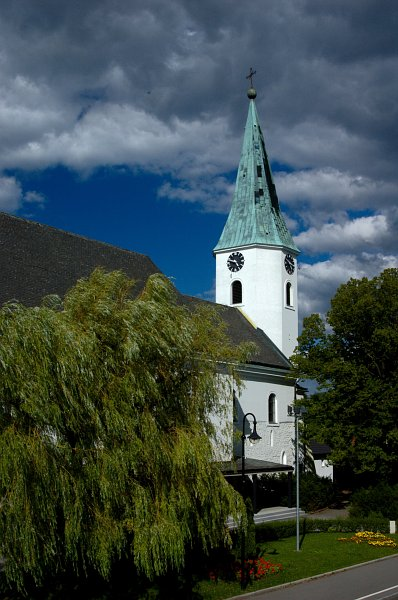
Nhà thờ Công giáo ở Gänserndorf

Gänserndorf là một thị xã ở Marchfeld, bang Niederösterreich, Áo và là thủ phủ của Bezirk Gänserndorf. Thị xã có cự ly khoảng 20 km về phía bắc Viên, và được nối với nhau bởi Angerner Straße (Bundesstraße, hay xa lộ liên bang, 8) và tuyến đường sắt Nordbahn.